# Олів'є Делетр
Олів'є Делетр (фр. Olivier Delaître; нар. 1 червня 1967) — колишній французький тенісист.
Найвищу одиночну позицію світового рейтингу — 33 місце досяг 20 лютого 1995, парну — 3 місце — 12 липня 1999 року.
Здобув 15 парних титулів.
Найвищим досягненням на турнірах Великого шолома був півфінал в парному розряді.
Завершив кар'єру 2000 року.

## Фінали за кар'єру

### Одиночний розряд: 4 (0–4)
| Легенда                        |
| Турніри Великого шлему (0–0)   |
| Чемпіонат світу туру ATP (0–0) |
| ATP Super 9 (0–0)              |
| Серія турнірів ATP (0–1)       |
| Світова серія ATP (0–3)        |

| Фінали за покриттям |
| Тверде (0–2)        |
| Ґрунт (0–1)         |
| Трава (0–0)         |
| Килим (0–1)         |

| Результат | W/L | Дата     | Турнір                 | Покриття  | Суперник      | Рахунок  |
| --------- | --- | -------- | ---------------------- | --------- | ------------- | -------- |
| Поразка   | 1.  | Вер 1991 | Бордо, Франція         | Ґрунт     | Гі Форже      | 1–6, 3–6 |
| Поразка   | 2.  | Жов 1991 | Ліон, Франція          | Килим (i) | Піт Сампрас   | 1–6, 1–6 |
| Поразка   | 3.  | Січ 1993 | Куала-Лумпур, Малайзія | Тверде    | Річі Ренеберг | 3–6, 1–6 |
| Поразка   | 4.  | Сер 1994 | Індіанаполіс, США      | Тверде    | Вейн Феррейра | 2–6, 1–6 |

### Парний розряд: 26 (15–11)
| Легенда                        |
| Турніри Великого шлему (0–0)   |
| Чемпіонат світу туру ATP (0–0) |
| ATP Super 9 (1–1)              |
| Серія турнірів ATP (3–2)       |
| Світова серія ATP (11–8)       |

| Фінали за покриттям |
| Тверде (10–9)       |
| Ґрунт (2–1)         |
| Трава (1–0)         |
| Килим (2–1)         |

| Результат | W/L | Дата     | Турнір                       | Покриття   | Партнер             | Суперники                           | Рахунок        |
| --------- | --- | -------- | ---------------------------- | ---------- | ------------------- | ----------------------------------- | -------------- |
| Перемога  | 1.  | Лют 1991 | Гуаружа, Бразилія            | Тверде     | Родольф Жільбер     | Шелбі Кеннон Грег Ван Ембург        | 6–2, 6–4       |
| Перемога  | 2.  | Лют 1993 | Марсель, Франція             | Килим (i)  | Арно Боеч           | Іван Лендл Хрісто ван Ренсбург      | 6–3, 7–6       |
| Поразка   | 1.  | Сер 1993 | Connecticut Open, США        | Тверде     | Арно Боеч           | Марк-Кевін Гелльнер Давід Пріносіл  | 7–6, 5–7, 2–6  |
| Перемога  | 3.  | Січ 1994 | Qatar ExxonMobil Open, Катар | Тверде     | Стефан Сіміан       | Шелбі Кеннон Байрон Талбот          | 6–3, 6–3       |
| Перемога  | 4.  | Чер 1994 | Галле, Німеччина             | Трава      | Гі Форже            | Анрі Леконт Гері Мюллер             | 6–4, 6–7, 6–4  |
| Перемога  | 5.  | Сер 1994 | Connecticut Open, США        | Тверде     | Гі Форже            | Ендрю Флорент Марк Петчі            | 6–4, 7–6       |
| Перемога  | 6.  | Вер 1994 | Бордо, Франція               | Тверде     | Гі Форже            | Дієго Наргісо Гійом Рау             | 6–2, 2–6, 7–5  |
| Перемога  | 7.  | Лип 1995 | Washington Open, США         | Тверде     | Джефф Таранго       | Петр Корда Цирил Сук                | 1–6, 6–3, 6–2  |
| Поразка   | 2.  | Кві 1996 | Мюнхен, Німеччина            | Ґрунт      | Дієго Наргісо       | Лен Бейл Стефен Нотебом             | 6–4, 6–7, 4–6  |
| Поразка   | 3.  | Жов 1996 | Тулуза, Франція              | Тверде (i) | Гійом Рау           | Якко Елтінг Паул Гаргейс            | 3–6, 5–7       |
| Поразка   | 4.  | Лют 1997 | Марсель, Франція             | Тверде (i) | Фабріс Санторо      | Томас Енквіст Магнус Ларссон        | 3–6, 4–6       |
| Перемога  | 8.  | Лют 1997 | Антверпен, Бельгія           | Тверде (i) | Девід Адамс         | Сендон Столл Цирил Сук              | 3–6, 6–2, 6–1  |
| Поразка   | 5.  | Жов 1997 | Ліон, Франція                | Килим (i)  | Фабріс Санторо      | Елліс Феррейра Патрік Гелбрайт      | 6–3, 2–6, 4–6  |
| Поразка   | 6.  | Січ 1998 | Qatar ExxonMobil Open, Катар | Тверде     | Фабріс Санторо      | Магеш Бгупаті Леандер Паес          | 4–6, 6–3, 4–6  |
| Поразка   | 7.  | Кві 1998 | Maharashtra Open, Індія      | Тверде     | Максим Мирний       | Магеш Бгупаті Леандер Паес          | 7–6, 3–6, 2–6  |
| Поразка   | 8.  | Кві 1998 | Токіо, Японія                | Тверде     | Стефано Пескосолідо | Себастьян Ларо Деніел Нестор        | 3–6, 4–6       |
| Перемога  | 9.  | Лип 1998 | Штутгарт, Німеччина          | Ґрунт      | Фабріс Санторо      | Джошуа Ігл Джим Грабб               | 6–1, 3–6, 6–3  |
| Поразка   | 9.  | Сер 1998 | Мастерс Цинциннаті, США      | Тверде     | Фабріс Санторо      | Марк Ноулз (тенісист) Деніел Нестор | 1–6, 1–2, ret. |
| Перемога  | 10. | Вер 1998 | Тулуза, Франція              | Тверде (i) | Фабріс Санторо      | Паул Гаргейс Ян Сімерінк            | 6–2, 6–4       |
| Перемога  | 11. | Жов 1998 | Базель, Швейцарія            | Тверде (i) | Фабріс Санторо      | Піт Норвал Кевін Ульєтт             | 6–3, 7–6       |
| Перемога  | 12. | Жов 1998 | Ліон, Франція                | Килим (i)  | Фабріс Санторо      | Томас Карбонелл Франсіско Ройг      | 6–2, 6–2       |
| Перемога  | 13. | Кві 1999 | Монте-Карло, Монако          | Ґрунт      | Тім Генман          | Їржі Новак (тенісист) Давід Рікл    | 6–2, 6–3       |
| Поразка   | 10. | Сер 1999 | Індіанаполіс, США            | Тверде     | Леандер Паес        | Паул Гаргейс Джаред Палмер          | 3–6, 4–6       |
| Перемога  | 14. | Сер 1999 | Connecticut Open, США        | Тверде     | Фабріс Санторо      | Ян-Майкл Гембілл Скотт Гамфріс      | 7–5, 6–4       |
| Перемога  | 15. | Вер 1999 | Тулуза, Франція              | Тверде (i) | Джефф Таранго       | Девід Адамс Джон-Лаффньє де Ягер    | 3–6, 7–6, 6–4  |
| Поразка   | 11. | Січ 2000 | Окленд, Нова Зеландія        | Тверде     | Джефф Таранго       | Елліс Феррейра Рік Ліч              | 5–7, 4–6       |

## Досягнення в парному розряді
| W | Ф | ПФ | ЧФ | #Р | КТ | К# | DNQ | A | NH |

| Турнір                                 | 1986                                                    | 1987                                                    | 1988                                                    | 1989                                                    | 1990  | 1991  | 1992  | 1993  | 1994  | 1995  | 1996  | 1997  | 1998  | 1999  | 2000  | Career SR | Виграшів-поразок за кар'єру |
| -------------------------------------- | ------------------------------------------------------- | ------------------------------------------------------- | ------------------------------------------------------- | ------------------------------------------------------- | ----- | ----- | ----- | ----- | ----- | ----- | ----- | ----- | ----- | ----- | ----- | --------- | --------------------------- |
| Турніри Великого шолома                |                                                         |                                                         |                                                         |                                                         |       |       |       |       |       |       |       |       |       |       |       |           |                             |
| Відкритий чемпіонат Австралії з тенісу | NH                                                      |                                                         |                                                         | 1р                                                      | 2р    |       |       |       | 1р    | 1р    | 2р    |       | 3р    | 3р    | 1р    | 0 / 8     | 6–8                         |
| Відкритий чемпіонат Франції з тенісу   |                                                         | 1р                                                      | 2р                                                      | 1р                                                      | 2р    | 1р    | 2р    | 1р    | 1р    | 1р    | 2р    | 3р    | 1р    | 2р    | 1р    | 0 / 14    | 7–14                        |
| Вімблдонський турнір                   |                                                         |                                                         |                                                         |                                                         |       |       |       | 3р    | 2р    | 3р    |       | 1р    |       | ПФ    | 3р    | 0 / 6     | 11–6                        |
| Відкритий чемпіонат США з тенісу       |                                                         |                                                         |                                                         | 1р                                                      | 2р    |       |       | 1р    | 2р    | 1р    | 3р    | 1р    | 3р    | 2р    |       | 0 / 9     | 7–8                         |
| Великий Шлем SR                        | 0 / 0                                                   | 0 / 1                                                   | 0 / 1                                                   | 0 / 3                                                   | 0 / 3 | 0 / 1 | 0 / 1 | 0 / 3 | 0 / 4 | 0 / 4 | 0 / 3 | 0 / 3 | 0 / 3 | 0 / 4 | 0 / 3 | 0 / 37    | N/A                         |
| Annual win–loss                        | 0–0                                                     | 0–1                                                     | 1–1                                                     | 0–3                                                     | 3–3   | 0–1   | 1–1   | 2–3   | 2–4   | 2–4   | 4–3   | 2–3   | 4–3   | 8–3   | 2–3   | N/A       | 31–36                       |
| Masters Series                         |                                                         |                                                         |                                                         |                                                         |       |       |       |       |       |       |       |       |       |       |       |           |                             |
| Індіан-Веллс                           | Перед 1990-м роком це не були турніри серії ATP Мастерс | Перед 1990-м роком це не були турніри серії ATP Мастерс | Перед 1990-м роком це не були турніри серії ATP Мастерс | Перед 1990-м роком це не були турніри серії ATP Мастерс |       |       | 2р    |       |       | 2р    |       |       |       |       | 1р    | 0 / 3     | 2–3                         |
| Відкритий чемпіонат Маямі з тенісу     | Перед 1990-м роком це не були турніри серії ATP Мастерс | Перед 1990-м роком це не були турніри серії ATP Мастерс | Перед 1990-м роком це не були турніри серії ATP Мастерс | Перед 1990-м роком це не були турніри серії ATP Мастерс |       |       |       | 1р    | 2р    | 1р    |       |       |       | 2р    | 2р    | 0 / 5     | 1–5                         |
| Монте-Карло                            | Перед 1990-м роком це не були турніри серії ATP Мастерс | Перед 1990-м роком це не були турніри серії ATP Мастерс | Перед 1990-м роком це не були турніри серії ATP Мастерс | Перед 1990-м роком це не були турніри серії ATP Мастерс |       |       |       | 2р    | ЧФ    | 1р    | 1р    | 2р    |       | П     | 2р    | 1 / 7     | 10–6                        |
| Рим                                    | Перед 1990-м роком це не були турніри серії ATP Мастерс | Перед 1990-м роком це не були турніри серії ATP Мастерс | Перед 1990-м роком це не були турніри серії ATP Мастерс | Перед 1990-м роком це не були турніри серії ATP Мастерс |       |       |       |       |       |       |       | 2р    |       | ПФ    | 1р    | 0 / 3     | 4–3                         |
| Гамбург                                | Перед 1990-м роком це не були турніри серії ATP Мастерс | Перед 1990-м роком це не були турніри серії ATP Мастерс | Перед 1990-м роком це не були турніри серії ATP Мастерс | Перед 1990-м роком це не були турніри серії ATP Мастерс |       |       |       |       |       |       |       |       |       | ПФ    | 1р    | 0 / 2     | 2–2                         |
| Мастерс Канада                         | Перед 1990-м роком це не були турніри серії ATP Мастерс | Перед 1990-м роком це не були турніри серії ATP Мастерс | Перед 1990-м роком це не були турніри серії ATP Мастерс | Перед 1990-м роком це не були турніри серії ATP Мастерс |       |       |       |       | ЧФ    | 2р    |       | 2р    | 2р    | ЧФ    |       | 0 / 5     | 6–5                         |
| Мастерс Цинциннаті                     | Перед 1990-м роком це не були турніри серії ATP Мастерс | Перед 1990-м роком це не були турніри серії ATP Мастерс | Перед 1990-м роком це не були турніри серії ATP Мастерс | Перед 1990-м роком це не були турніри серії ATP Мастерс |       |       |       |       | 1р    | 1р    |       | ПФ    | Ф     | 2р    |       | 0 / 5     | 7–5                         |
| Штутгарт (Стокгольм)                   | Перед 1990-м роком це не були турніри серії ATP Мастерс | Перед 1990-м роком це не були турніри серії ATP Мастерс | Перед 1990-м роком це не були турніри серії ATP Мастерс | Перед 1990-м роком це не були турніри серії ATP Мастерс |       |       |       |       |       |       |       |       | ПФ    | 2р    |       | 0 / 2     | 3–2                         |
| Париж                                  | Перед 1990-м роком це не були турніри серії ATP Мастерс | Перед 1990-м роком це не були турніри серії ATP Мастерс | Перед 1990-м роком це не були турніри серії ATP Мастерс | Перед 1990-м роком це не були турніри серії ATP Мастерс |       |       | ЧФ    | 1р    | 2р    |       | 1р    | 1р    | 2р    | 2р    |       | 0 / 7     | 3–7                         |
| Серія Мастерс SR                       | N/A                                                     | N/A                                                     | N/A                                                     | N/A                                                     | 0 / 0 | 0 / 0 | 0 / 2 | 0 / 3 | 0 / 5 | 0 / 5 | 0 / 2 | 0 / 5 | 0 / 4 | 1 / 8 | 0 / 5 | 1 / 39    | N/A                         |
| Annual win–loss                        | N/A                                                     | N/A                                                     | N/A                                                     | N/A                                                     | 0–0   | 0–0   | 3–2   | 1–3   | 6–5   | 2–5   | 0–2   | 6–5   | 8–4   | 11–7  | 1–5   | N/A       | 38–38                       |
| Рейтинг на кінець року                 | 436                                                     | 514                                                     | 227                                                     | 127                                                     | 166   | 121   | 154   | 90    | 20    | 52    | 91    | 37    | 12    | 16    | 107   | N/A       | N/A                         |